# Німецький Олімпійський знак

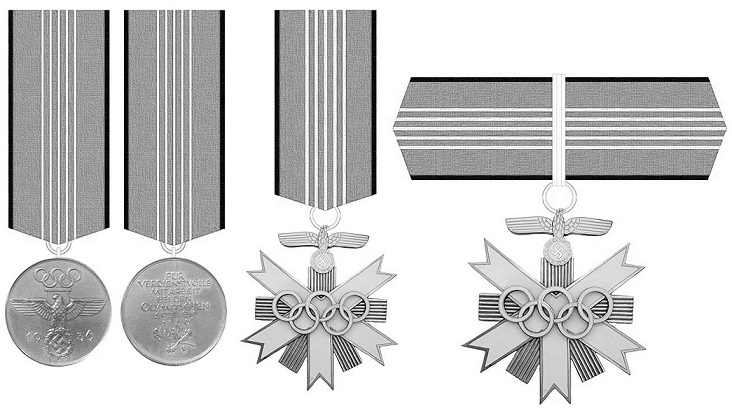
Німецький олімпійський знак різних ступенів. Справа наліво: 1-го класу, 2-го класу і пам'ятна медаль.

Німецький Олімпійський знак (нім. Deutsche Olympia-Ehrenzeichen або Deutsches Olympiaehrenzeichen) — цивільна нагорода Третього Рейху.

## Умови нагородження
Знак вручався організаторам 4-х зимових Олімпійських ігор у Гарміш-Партенкірхені та 9-ї Олімпіади в Берліні 1936 року, тобто нагороду отримували не учасники ігор, а люди, які організовували підготовку та проведення цих заходів, а також забезпечували безпеку під час проведення ігор.
Знак мав 3 ступені:
- знак 1-го класу — за особливі заслуги в керівництві організацією ігор;
- знак 2-го класу — за особливі заслуги в організації ігор;
- пам'ятна медаль — за заслуги, недостатні для отримання знаку 1-го чи 2-го класу.

## Опис
Дизайн нагороди розробив професор Вальдемар Реміш.
Знак 1-го класу — біла 5-променева емалева зірка, позаду якої 5 золотих променів. В центрі нагороди — 5 олімпійських кілець, на кінці верхнього променя — імперський орел. Знак носився на червоній нашийній стрічці з чорними краями та 5-а білими смугами, що символізують 5 олімпійських кілець. Ширина стрічки - 5 см.
Знак 2-го класу мав аналогічний дизайн і стрічку, однак був трішки меншим і носився на нагрудній стрічці шириною 3 см. 
Пам'ятна медаль була введена 31 жовтня 1936 року. На аверсі зображений імперський орел на фоні кам'яного стовпа, увінчаного олімпійським кільцями — символ Олімпійського стадіону в Берліні, і дата 1936. На реверсі — напис FÜR VERDIENSTVOLLE MITARBEIT BEI DEN OLYMPISCHEN SPIELEN 1936 (укр. ЗА ЗАСЛУГИ У СПІВПРАЦІ НА ОЛІМПІЙСЬКИХ ІГРАХ 1936), під яким зображене дубове листя. Стрічка медалі аналогічна стрічці знаку 2-го класу, проте має тонші білі смуги. Ширина стрічки — 3.2 см, діаметр медалі — 3.6 см.
Знак 2-го класу і медаль носились тільки в день нагородження, для повсякденного носіння була призначена планка зі стрічкою.

## Сучасний статус нагороди

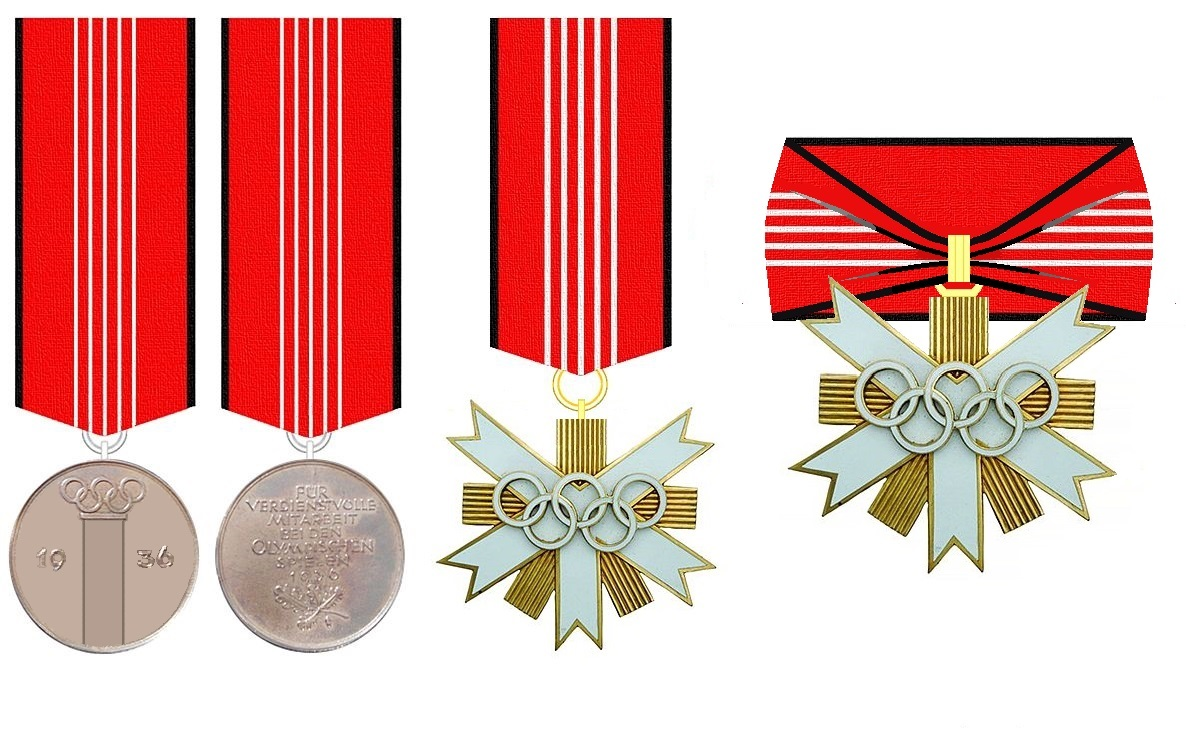
Німецький Олімпійський знак різних ступенів у денацифікованому варіанті.

Відповідно до закону Німеччини про порядок нагородження орденами та про порядок носіння від 26 липня 1957 року (нім. Gesetz uber Titel, Orden und Ehrenzeichen) носіння знаку/медалі дозволяється у денацифікованому вигляді — без імперського орла.

## Відомі нагороджені

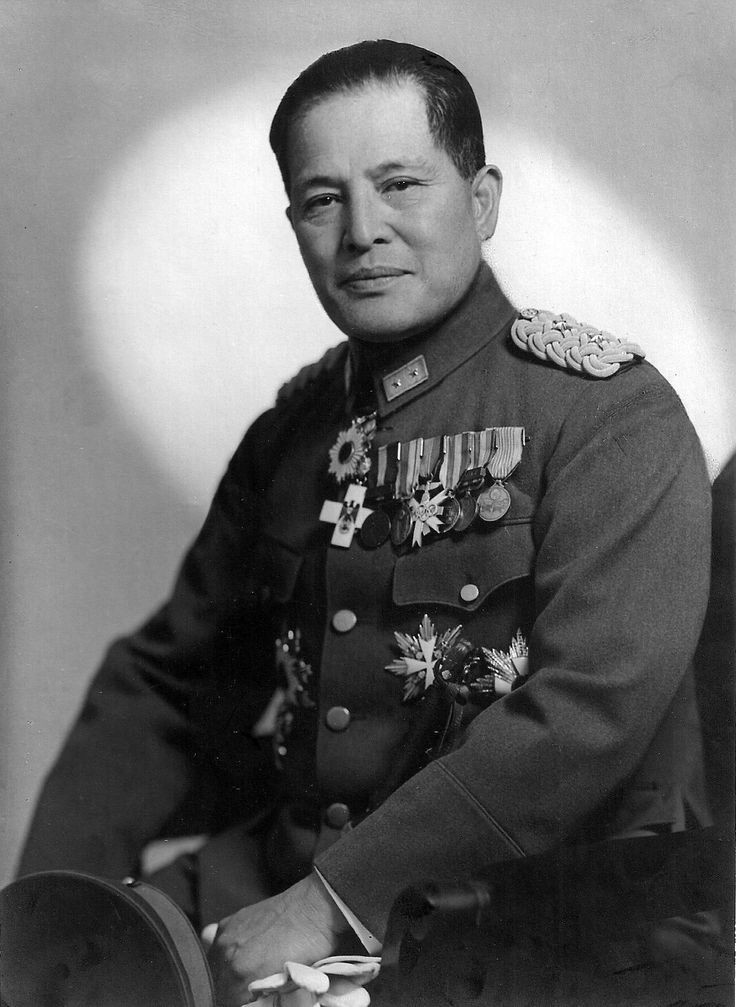
Генерал-лейтенант Хіросі Осіма. На лівому боці грудей, серед іншиз нагород, помітний Німецький Олімпійський знак 2-го класу

### Нагороджені знаком 1-го класу
- Генріх Гіммлер — за забезпечення безпеки під час проведення ігор.
- Рейнгард Гейдріх — за забезпечення безпеки під час проведення ігор.
- Карл Вольф — за забезпечення безпеки під час проведення ігор.
- Герман Фегеляйн  — за нагляд за підготовкою учасників кінних перегонів.
- Мартін Борман
- Курт Далюге
- Йозеф Геббельс
- Вернер Марх
- Едуард Дітль
- Карл Дім
- Вольфганг Фюрстнер
- Ганс фон Чаммер унд Остен
- Вольфганг фон Гронау
- Вальтер Бух

### Нагороджені знаком 2-го класу
- Лені Ріфеншталь — за зйомки різноманітних спортивних подій.
- Фріц Фрайтаг — за забезпечення безпеки під час проведення ігор.
- Хіросі Осіма — посол Японії в Німеччині

## Галерея

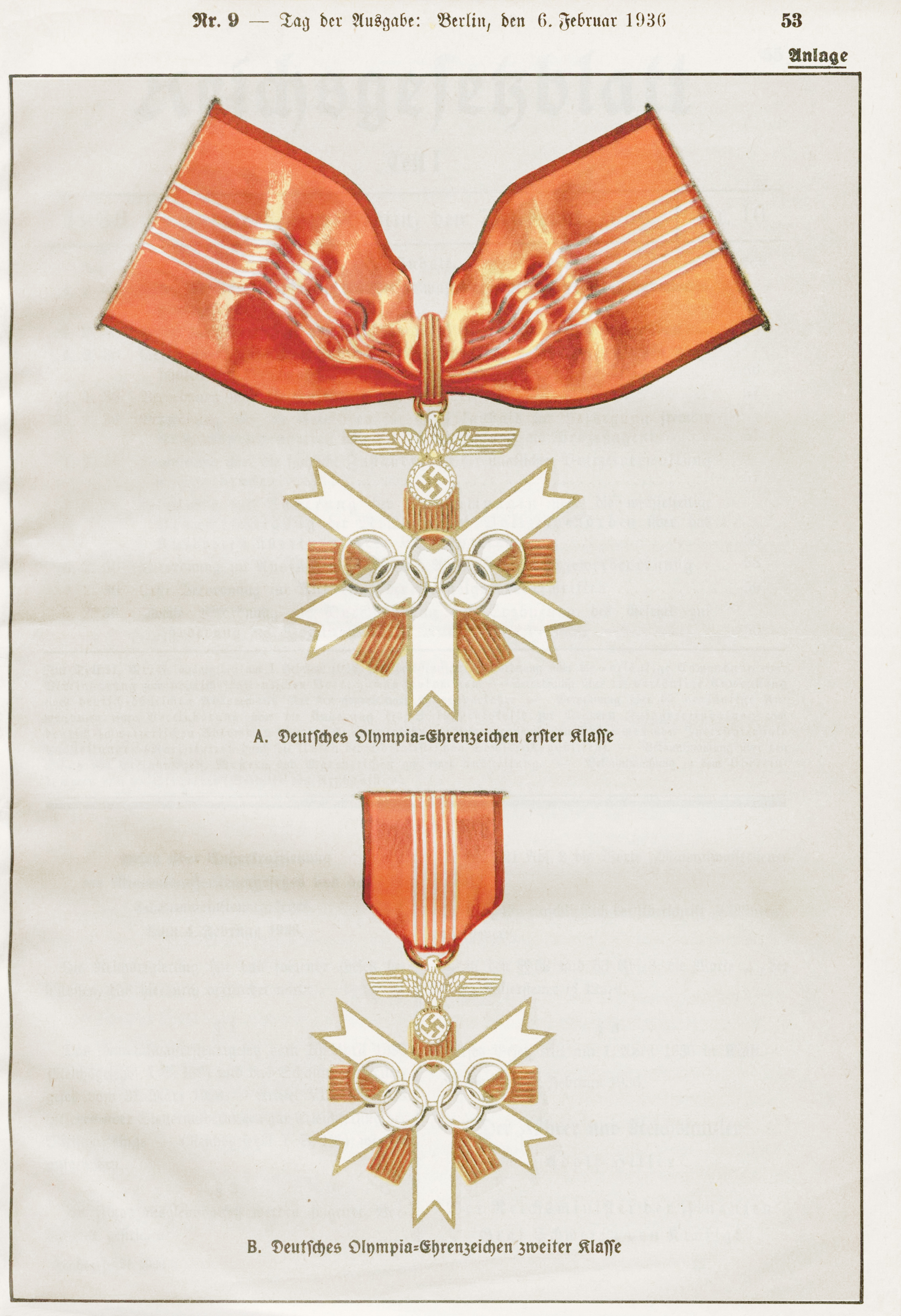
Знак 1-го і 2-го класу
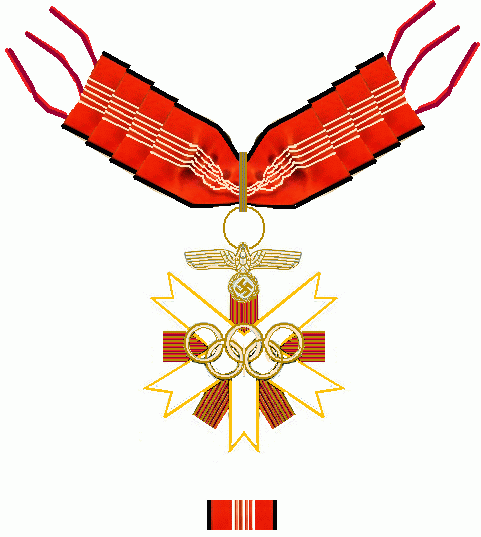
Знак 1-го класу
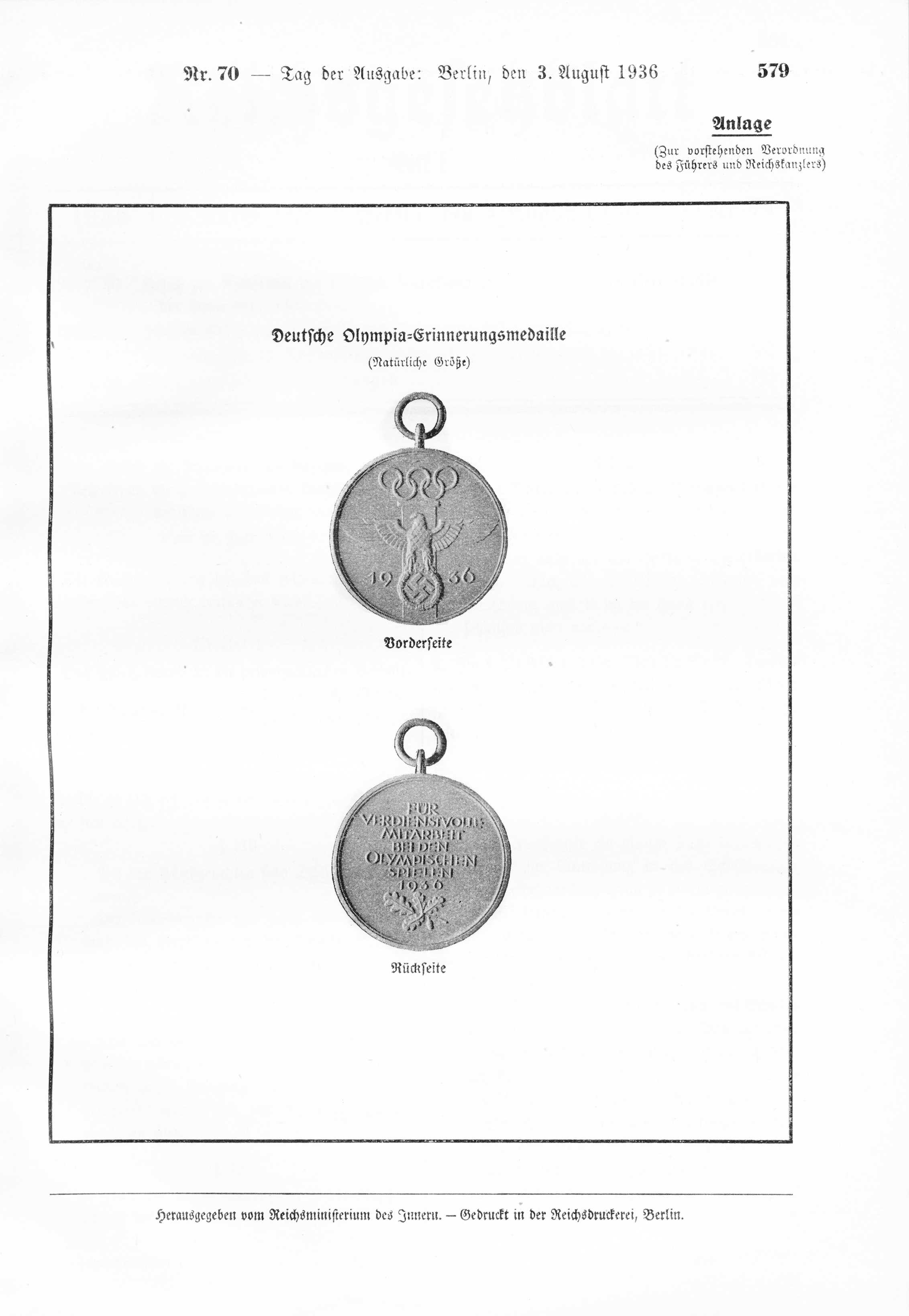
Пам'ятна медаль (вгорі — аверс, внизу — реверс)
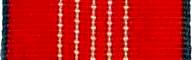
Планка пам'ятної медалі